# Heiner Koch

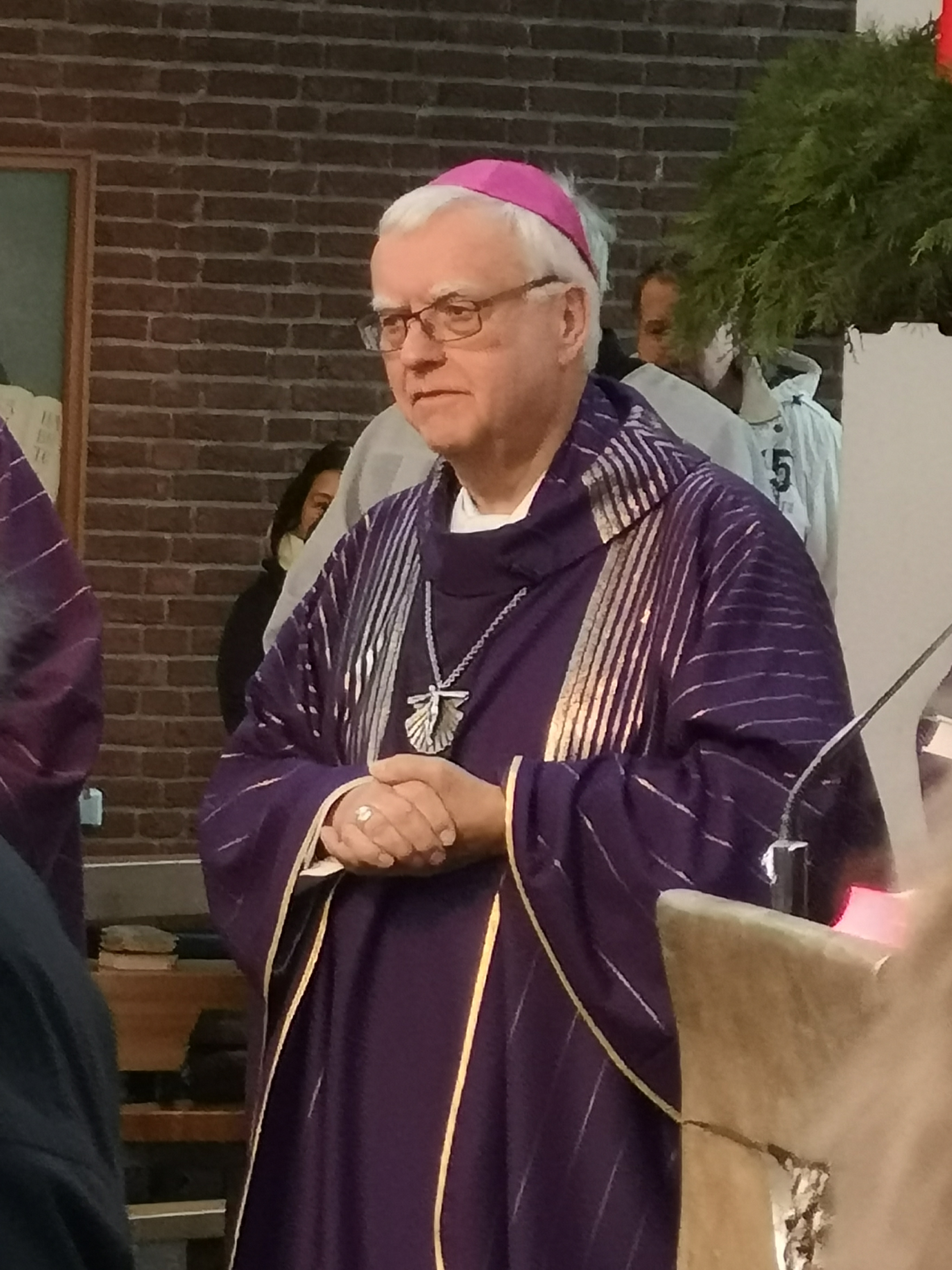
Heiner Koch (2022)

Heiner Koch (* 13. Juni 1954 in Düsseldorf-Eller) ist ein deutscher römisch-katholischer Geistlicher, Erzbischof von Berlin und Metropolit der Kirchenprovinz Berlin.

## Leben
Koch wuchs als Sohn eines Justizamtsrats im Düsseldorfer Stadtteil Eller in der Gemeinde St. Gertrud auf und war dort KJG- und Ministrantenleiter. Nach dem Abitur am Düsseldorfer Geschwister-Scholl-Gymnasium studierte er Katholische Theologie, Philosophie und Erziehungswissenschaft an der Universität Bonn und beendete das Studium mit dem Staatsexamen in Erziehungswissenschaft und der Promotion zum Dr. theol. mit einer Dissertation über Befreiung zum Sein als Grundperspektive christlicher Religionspädagogik. Seit Beginn seines Studiums ist Koch Mitglied der Theologenverbindung V.k.Th. Burgundia Bonn.
Am 13. Juni 1980, seinem 26. Geburtstag, empfing er im Kölner Dom das Sakrament der Priesterweihe. Anschließend war er bis Ende 1983 Kaplan an St. Martinus in Kaarst. In den folgenden sechs Jahren bildete die Jugendseelsorge den zentralen Schwerpunkt seiner Arbeit. So war er zunächst Stadtjugendseelsorger und BDKJ-Präses im Stadtdekanat Neuss. Ab dem 1. April 1984 war Koch als Hochschulpfarrer an der Heinrich-Heine-Universität Düsseldorf tätig und gleichzeitig Subsidiar an St. Paulus in Düsseldorf.
Auf Bistumsebene trug Koch seit 1989 Verantwortung: 1989 wurde ihm die Leitung der Abteilung Erwachsenenseelsorge im Kölner Generalvikariat übertragen. Zugleich war er Diözesan-Frauen- und Männerseelsorger und kfd-Diözesanpräses. Am 1. November 1992 übernahm Koch die Leitung der Hauptabteilung Seelsorge im Generalvikariat. Im Oktober 2002 wurde er zum stellvertretenden Generalvikar ernannt.
Von 1989 bis August 2006 war Heiner Koch auch Rector ecclesiae der Kirche St. Mariä Himmelfahrt in der Kölner Marzellenstraße, unmittelbar benachbart dem Generalvikariat. Von 1993 bis 1998 war er zudem Subsidiar an der Hohen Domkirche zu Köln, und seit dem 1. August 1998 gehörte er als Residierender Domkapitular dem Kölner Metropolitankapitel an. Papst Johannes Paul II. ernannte Koch am 19. September 1993 zum Kaplan Seiner Heiligkeit (Monsignore) und am 10. Februar 1996 zum Päpstlichen Ehrenprälaten. Für den Bund der historischen deutschen Schützenbruderschaften war Koch von 1995 bis 2014 als Bundespräses zuständig. An Vorbereitung und Durchführung des XX. Weltjugendtags in Köln war er von 2002 bis 2005 als dessen Generalsekretär verantwortlich beteiligt. In der Zeit des Weltjugendtages fand dessen Umgang mit den öffentlichen Medien mehrfach Lob. Er ist als Magistralkaplan Mitglied des Malteserordens.

### Weihbischof in Köln

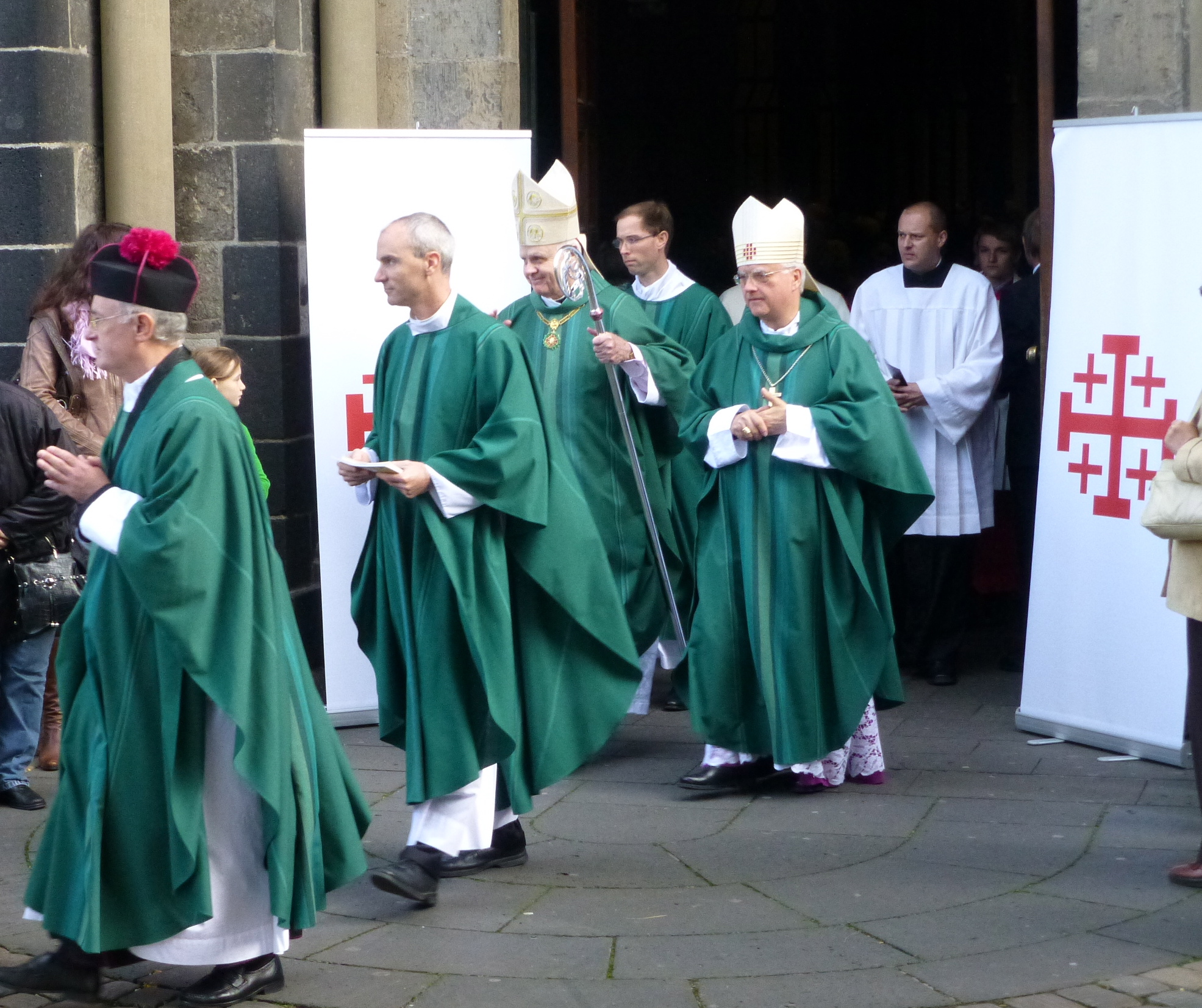
Pontifikalamt mit Edwin Frederick O’Brien, Kardinal-Großmeister des Ritterordens vom Heiligen Grab, im Quirinus-Münster in Neuss (2012)

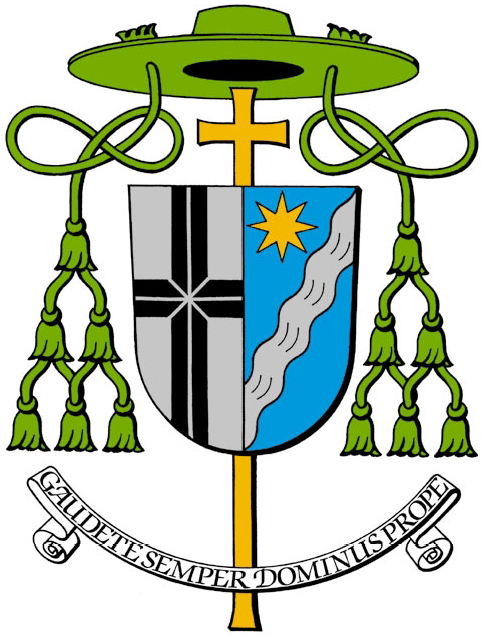
Wappen als Weihbischof in Köln

Am 17. März 2006 ernannte ihn Papst Benedikt XVI. zum Titularbischof von Ros Cré und zum Weihbischof in Köln. Am 7. Mai 2006 empfing Heiner Koch durch den Erzbischof von Köln, Joachim Kardinal Meisner, im Kölner Dom die Bischofsweihe; Mitkonsekratoren waren die Kölner Weihbischöfe Manfred Melzer und Rainer Maria Woelki. Sein Wahlspruch Gaudete semper Dominus prope („Freut euch allezeit, der Herr ist nahe“) entstammt dem Philipperbrief (Phil 4,4–5 EU ). Als Weihbischof war Heiner Koch im Erzbistum Köln Bischofsvikar für den Pastoralbezirk Süd mit über 600.000 Katholiken, der die Stadt Bonn, den Rhein-Sieg-Kreis, den Rheinisch-Bergischen Kreis, den Kreis Euskirchen und die zum Erzbistum Köln gehörenden Pfarrgemeinden des Kreises Altenkirchen (Rheinland-Pfalz) umfasst. Ferner war er Bischofsvikar für die Seelsorge an fremdsprachigen Katholiken im Erzbistum Köln und Beauftragter der Deutschen Bischofskonferenz für die deutschsprachige Seelsorge im Ausland und seit dem 25. April 2012 Vorstandsvorsitzender des Diözesan-Caritasverbandes für das Erzbistum Köln e. V.

### Bischof von Dresden-Meißen

Wappen als Bischof von Dresden-Meißen

Am 18. Januar 2013 ernannte ihn Benedikt XVI. zum Bischof von Dresden-Meißen. Die Amtseinführung durch den Metropoliten der Kirchenprovinz Berlin, Rainer Maria Kardinal Woelki, fand am 16. März in der Kathedrale Ss. Trinitatis in Dresden statt. In seine Amtszeit fielen u. a. der Bau und die Weihe der neuen Propsteikirche in Leipzig, der 100. Deutsche Katholikentag ebenda und der Beginn der strukturellen Umwandlung der Diözese.

### Apostolischer Administrator von Dresden-Meißen
Für den Zeitraum zwischen Ernennung und Besitzergreifung des Erzbistums Berlin, also vom 8. Juni bis 19. September 2015, wurde Heiner Koch zum Apostolischen Administrator für Dresden-Meißen mit allen bischöflichen Rechten ernannt. Wegen diözesaner Reformen entschied sich die Kongregation für die Bischöfe für die volle rechtliche Handlungsfähigkeit Kochs für diese Übergangszeit in Dresden anstelle der sonst üblichen Wahl zum Diözesanadministrator mit eingeschränkten Rechten.

### Erzbischof von Berlin

Wappen als Erzbischof von Berlin

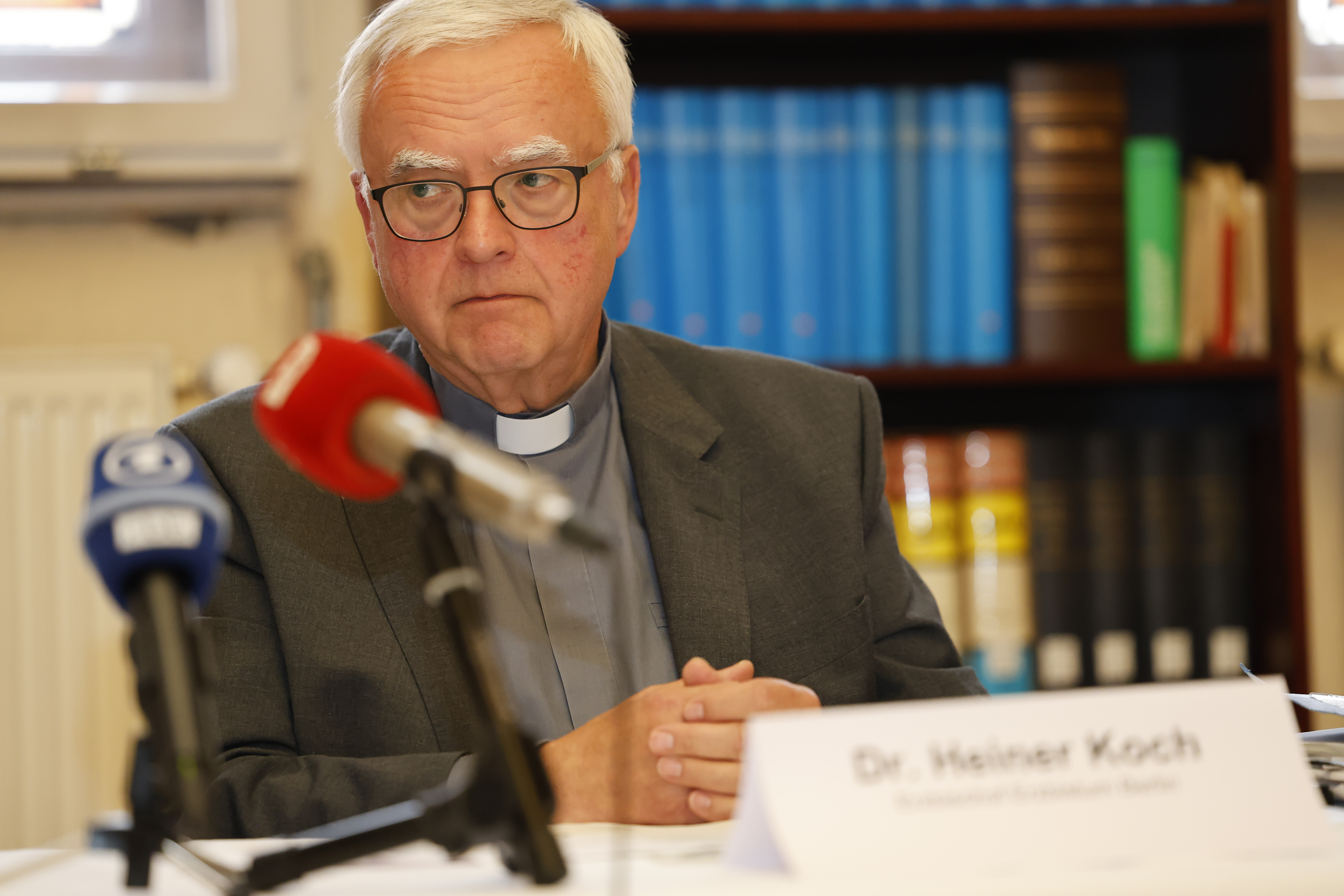
Heiner Koch (2023) bei der gemeinsamen Sitzung des Senats und der Leitung des Erzbistums Berlin

Am 8. Juni 2015 ernannte Papst Franziskus Heiner Koch zum Erzbischof von Berlin. Er wurde am 19. September 2015 in der St. Hedwigs-Kathedrale durch Bischof Wolfgang Ipolt von Görlitz in sein neues Amt eingeführt, Kochs Amtsvorgänger Rainer Maria Kardinal Woelki übergab ihm den Bischofsstab von Alfred Kardinal Bengsch. In der Predigt bei seiner Einführung plädierte Koch dafür, die Christen müssten dafür eintreten, dass ungeborene, schwache, arme und sterbende Menschen sowie Flüchtlinge nicht ausgegrenzt würden. Der Erzbischof mahnte, „wenn es nötig ist, auf die Straße zu gehen, um dies zu bekunden“.
Das Wappen des Erzbischofs verbindet das Wappen des Berliner Erzbistums mit dem bischöflichen Wappen Heiner Kochs. Die vier Felder zeigen die Wappen der vorreformatorischen Vorgängerdiözesen Brandenburg, Havelberg, Cammin und Lebus. Der Stern im Herzschild ist Symbol für die Gottesmutter Maria als Stern des Meeres und erinnert gleichzeitig an den Stern von Betlehem, der die Weisen zur Krippe führte (Mt 2,2 ), die im Kölner Dom verehrt werden. Das fließende Wasser verweist auf Christus als Quelle des ewigen Lebens (Joh 4,14 ). Der Fluss „zeigt die enge Verbindung des Erzbischofs mit seiner rheinischen Heimat im Erzbistum Köln, an die Elbe, die durch sein bisheriges Bistum Dresden-Meißen fließt, sowie an Spree und Havel, die Flüsse seiner jetzigen Heimat, dem Erzbistum Berlin.“
Im Jahr 2020 löste Koch den Pfarrgemeinderat von Potsdam auf, nachdem es dort aufgrund der Wahl eines Mitgliedes der rechtsextremistischen Jungen Alternative für Deutschland zu internen Konflikten gekommen war.

### Überdiözesane Aufgaben
Heiner Koch wurde auf der Herbst-Vollversammlung 2014 der Deutschen Bischofskonferenz zum Vorsitzenden der Kommission für Ehe und Familie gewählt. In der Kommission Weltkirche der Bischofskonferenz hat er den Vorsitz der Unterkommission für Mittel- und Osteuropa (insbes. RENOVABIS). Am 20. September 2016 wurde er in beiden Positionen bestätigt. Des Weiteren wurde er zum Mitglied der Gemeinsamen Konferenz der Deutschen Bischofskonferenz und des Zentralkomitees der deutschen Katholiken (ZdK) bestellt, im September 2023 auch zum Geistlichen Assistenten des Zentralkomitees.
Mit Kardinal Reinhard Marx und Bischof Franz-Josef Bode wählte ihn die Bischofskonferenz 2015 zum Delegierten für die XIV. Ordentliche Generalversammlung der Weltbischofssynode im Oktober 2015 in Rom. In der deutschsprachigen Beratungsgruppe dieser Synode wurde Heiner Koch zum „Relator“ gewählt, der vor dem Synodenplenum über die Ergebnisse des Sprachzirkels Bericht erstattete.

## Positionen

### Ehe und sexuelle Orientierung
Koch gilt als Gegner der Ehe für Homosexuelle. Die Kirche verstehe unter der Ehe die Verbindung von Mann und Frau. Geschlechtlichkeit sei nicht nur eine Frage der Sexualität: Psyche, Körperlichkeit, kulturelle Prägung beider Geschlechter ergänzten sich. „Deshalb betonen wir den besonders weiten Wert der Ehe als zweigeschlechtliche Gemeinschaft, die auch zur Zeugung neuen Lebens führt.“ Im August 2011 regte er in einem örtlichen Konflikt an, dass der Lebenspartner eines schwulen Schützenkönigs beim feierlichen Schützenumzug nicht neben, sondern eine Reihe hinter diesem marschieren solle.
Im Januar 2014 betonte Heiner Koch allerdings, dass die katholische Kirche unabhängig von der Ehe „menschliche Beziehungen, die verbindlich den Anderen gerade auch in Situationen tragen, die schwerfallen und wo es keine Lust mehr bereitet, beieinander zu bleiben“, besonders schätze: „Dazu gehören auch homosexuelle Beziehungen“. „Homosexualität als Sünde darzustellen, ist verletzend. […] Ich kenne homosexuelle Paare, die Werte wie Verlässlichkeit und Verbindlichkeit in vorbildlicher Weise leben.“ In der Frage der Wiederzulassung von Gläubigen, die geschieden und wiederverheiratet sind, zum Empfang der Kommunion warf er 2015 die Frage auf, ob solche Menschen, wenn sie „über eine tiefe Frömmigkeit verfügen“, unter bestimmten Bedingungen zur Eucharistie zugelassen werden können.
Zusammen mit den übrigen Teilnehmern der deutschsprachigen Gruppe bei der Bischofssynode über Ehe und Familie im Oktober 2015 sprach Heiner Koch ein Schuldbekenntnis aus: „Im falsch verstandenen Bemühen, die kirchliche Lehre hochzuhalten, kam es in der Pastoral immer wieder zu harten und unbarmherzigen Haltungen, die Leid über Menschen gebracht haben, insbesondere über ledige Mütter und außerehelich geborene Kinder, über Menschen in vorehelichen und nichtehelichen Lebensgemeinschaften, über homosexuell orientierte Menschen und über Geschiedene und Wiederverheiratete. Als Bischöfe unserer Kirche bitten wir diese Menschen um Verzeihung.“
Nachdem sich im Januar 2022 125 queere Menschen im Dienst der römisch-katholischen Kirche, die zur Initiative #OutInChurch gehören, in der ARD-Dokumentation Wie Gott uns schuf ihr Coming-out öffentlich machten und auf ihre Angst vor beruflichen Sanktionen hingewiesen hatten, sagte Koch im Zeitungsinterview, er habe diese Aussagen begrüßt und sie als sehr authentisch empfunden. Er werde es in der deutschen Kirche unterstützen, das kirchliche Arbeitsrecht zu evaluieren und dabei die Forderungen von #OutInChurch zu berücksichtigen. Gleichzeitig wolle er die Erfahrungen queerer Menschen mit Unterstellungen und Verletzungen in die weltweite kirchliche Debatte einbringen, wo es nach wie vor abwertende Positionen zur Homosexualität gebe. Bei einem ökumenischen Gottesdienst in Berlin zum Tag gegen Queerfeindlichkeit am 17. Mai 2022 bat Heiner Koch um Vergebung für die Diskriminierung von Menschen wegen ihrer sexuellen Orientierung. Er sagte, Homophobie sei eine „unheilvolle Traditionslinie“ in der katholischen Kirche, und warb für Respekt für die Würde jedes Menschen ungeachtet der sexuellen Orientierung. Für das Erzbistum Berlin kündigte er an, dass in jeder Pfarrei Beauftragte gegen eine solche Diskriminierung bestimmt werden sollen.

### Flüchtlinge und Migranten
„Wer mit Worten oder Taten zur Ausgrenzung und Herabsetzung von Flüchtlingen und Migranten beiträgt, der kann sich nicht auf das Christentum berufen“, sagte Heiner Koch für die Deutsche Bischofskonferenz im Februar 2016 in Berlin. „Menschenfeindlichkeit und Fremdenhass stehen nicht nur im klaren Widerspruch zu den Werten unserer freiheitlich-demokratischen Grundordnung, sondern zeugen letztlich immer von einer tiefen Missachtung der christlichen Botschaft.“

### Umfassender Lebensschutz
Am 17. September 2016 nahm er in Berlin am Marsch für das Leben teil und sprach ein Grußwort. Darin weitete er angesichts der aktuellen politischen Diskussion zur Setzung von Obergrenzen für die Flüchtlingsaufnahme das Anliegen des Lebensschutzes über die Abtreibungsproblematik hinaus auf das gesamte Leben des Menschen aus: „Wir legen nicht fest, welches Leben ab wann lebenswert ist. [...] Wir setzen keine Grenzen, wir errichten keine Mauern des Lebens, nicht an den Grenzen Europas, nicht an den Grenzen der Kulturen und Religionen, nicht an den Grenzen des Alters, der Krankheit, des Behindert-Seins oder des sterbenden Lebens. Wir lassen leben. Und wir bitten die Menschen: Lasst einander leben, lasst gerade die Schwachen leben, am Anfang und am Ende des Lebens, die Flüchtlinge und die Leistungsschwachen, die Menschen in Aleppo und in den Todeszellen der Gefängnisse dieser Welt.“

### Kirchenleitung, Zölibat und Priestertum der Frau
Im Interview mit der Berliner Tageszeitung Der Tagesspiegel sagte Koch im Januar 2022, er sehe vor dem Hintergrund des Missbrauchsskandals erheblichen Reformbedarf in der Kirche. So müssten mehr Leute mit Fachwissen in Entscheidungen eingebunden werden; das funktioniere aber nur, wenn die Verantwortungsträger bereit seien, Macht abzugeben und zu teilen. Die zölibatäre Lebensform der Ehelosigkeit um des Himmelreiches willen sei ein starkes Glaubenszeugnis, das dem priesterlichen Dienst sehr angemessen sei. Der Zölibat müsse aber nicht der ausschließliche Weg zum Priesteramt sein. Verheiratete Priester seien allerdings nicht nur eine „Notlösung“, um die Seelsorge bei Priestermangel aufrechtzuerhalten, sondern die Glaubens- und Verkündigungskraft vieler Verheirateter sei eine Bereicherung im priesterlichen Leitungsdienst. Auch einen Diakonat der Frauen unterstütze er. Und es sei dann theologisch nicht ganz einzusehen, dass Frauen nicht auch zu Priesterinnen geweiht werden könnten. Der Versuch, die Priesterweihe von Frauen weltweit in der römisch-katholischen Kirche durchzusetzen, werde aber nach seiner Einschätzung zu starken Differenzen führen, und die Einheit der Weltkirche stünde auf dem Spiel; deshalb setze er sich leidenschaftlich dafür ein, trotz aller Differenzen beieinander zu bleiben.

## Ehrungen
- Ehrenmitglied der katholischen Studentenverbindung KDStV Burgundia (Leipzig) Düsseldorf im Cartellverband der katholischen deutschen Studentenverbindungen (1996)
- Ehrenmitglied des St.-Sebastianus-Schützenverein Düsseldorf-Eller e. V., gegr. 1902 (2004)[29]
- Ehrensenator der Düsseldorfer Karnevalsgesellschaft „Weissfräcke e. V.“ (2006)
- Ehrenoffizier und seit 2007 „Regimentsbischof“ der Prinzen-Garde Köln 1906 e. V. (2006)
- Verdienstorden des Landes Nordrhein-Westfalen (2007)[30]
- Ehrenmitglied der katholischen Studentenverbindung KDStV Alania Bonn im Cartellverband der katholischen deutschen Studentenverbindungen (2009)
- Ehren-Bundespräses des Bundes der Historischen Deutschen Schützenbruderschaften e. V. (BHDS)
- Ehrenmitglied des Bundes der St.-Sebastianus-Schützenjugend (BdSJ) (2013)
- Träger des Großkreuzes zum St.-Sebastianus-Ehrenkreuz des Bundes der Historischen Deutschen Schützenbruderschaften (2015)
- Feldgeistlicher und Gründungsmitglied beim Kaarster Schützenzug „Koch´sche Jonges“
- Ehrenmitglied der katholischen Studentenverbindung WKStV Unitas Berlin im Verband der Wissenschaftlichen Katholischen Studentenvereine Unitas (2017)[31]
- Ehrenmitglied des Jägercorps 1948 Kaarst e. V. (2024)

## Schriften (Auswahl)
- Miteinander leben - miteinander glauben - Perspektiven und Modelle kirchlicher Jugendarbeit. Patmos-Verlag, Düsseldorf 1984, ISBN 978-3-491-72147-0.
- Kirchliche Jugendarbeit unter der Grundperspektive der Befreiung des Menschen zum Sein. Bonn 1985 (Dissertation).
- Kirche in der Erlebnisgesellschaft - Anpassung oder Widerstand? Bachem, Köln 1995, ISBN 978-3-7616-1249-1.
- Schützen-Betbuch - Gottesdienste, Gebete, Lieder und Hilfen zum geistlichen Gespräch. Bachem, Köln 2011, ISBN 978-3-7616-2534-7 (für den Bund der Historischen Deutschen Schützenbruderschaft e. V.).
- Keiner glaubt allein - Ermutigungen für Familien. Benno, Leipzig 2015, ISBN 978-3-7462-4565-2.
- Zu Gott um's Eck - Wie Kirche zu den Menschen kommt. Gütersloher Verlagshaus, Gütersloh 2019, ISBN 978-3-579-01467-8.